# Żochy (condado de Ciechanów)
Żochy es un pueblo de Polonia, en Mazovia.  Se encuentra en el distrito (Gmina) de Ojrzeń, perteneciente al condado (Powiat) de Ciechanów. Se encuentra aproximadamente a 3 km al este de Ojrzeń, 12 km al sur de Ciechanów, y a 68 km  al noroeste de Varsovia. 
Entre 1975 y 1998 perteneció al voivodato de Ciechanów.